# Turgutlu (district)
Turgutlu is een Turks district in de provincie Manisa en telt 135.830 inwoners (2007). Het district heeft een oppervlakte van 472,86 km². Hoofdplaats is Turgutlu.
De bevolkingsontwikkeling van het district is weergegeven in onderstaande tabel.
| 1997    | 2000    | 2007    |
| ------- | ------- | ------- |
| 115.950 | 121.020 | 135.830 |